# Сильвия Легран
Мари́я Ауре́лия Па́ула Марти́нес Суа́рес (исп. María Aurelia Paula Martínez Suárez, творческие псевдонимы Си́львия Легран и Гольди; 23 февраля 1927 — 1 мая 2020) — аргентинская актриса. Карьеру в кино начала в 13 лет вместе с сестрой-близнецом Миртой Легран.

## Биография
После развода с отцом девочек в 1934 году мать перевезла их в Росарио с целью дать им лучшее образование. Кроме общеобразовательной школы дети посещали театральную студию при муниципальном театре. В 1939 году девочкам были предложены роли в фильме «Воспитание Нини» (исп. Hay que educar a Niní). Ленте сопутствовал успех, в следующем году Мирта и Сильвия снялись в двух картинах. Крупнейшая в этот период киностудия Аргентины Lumiton подписала с ними пятилетний контракт. К совершеннолетию девушек их фильмография составила 10 фильмов. В отличие от сестры, которая в 1946 году вышла замуж за кинорежиссёра Даниэля Тинайре, Сильвия вступила в брак с военнослужащим и артистическую карьеру практически прекратила. В 1958—1962 годах она снялась в пяти фильмах, позже — в четырёх телевизионных сериалах.